# Жуль Девакез
Жуль Девакез (фр. Jules Dewaquez, 9 березня 1899, Париж — 11 червня 1971, Десін-Шарп'є) — французький футболіст, що грав на позиції правого крайнього нападника. По завершенні ігрової кар'єри — тренер.
Виступав, зокрема, за клуби «Олімпік» (Париж), «Олімпік» (Марсель), а також національну збірну Франції.
Триразовий володар Кубка Франції. Учасник трьох Олімпійських ігор.

## Клубна кар'єра
У дорослому футболі дебютував 1915 року виступами за команду УС «Сен-Дені», в якій провів два сезони.
Протягом 1917—1924 років захищав кольори клубу «Олімпік» (Париж). За цей час виборов титул володаря Кубка Франції.
Своєю грою за останню команду привернув увагу представників тренерського штабу клубу «Олімпік» (Марсель), до складу якого приєднався 1924 року. Відіграв за команду з Марселя наступні шість сезонів своєї ігрової кар'єри. Ще двічі здобув з командою Кубок Франції. В 1929 році став аматорським чемпіоном Франції.
Протягом 1930—1933 років захищав кольори клубу «Ніцца».
Завершив ігрову кар'єру у команді «Безьє», за яку виступав протягом 1933—1934 років.

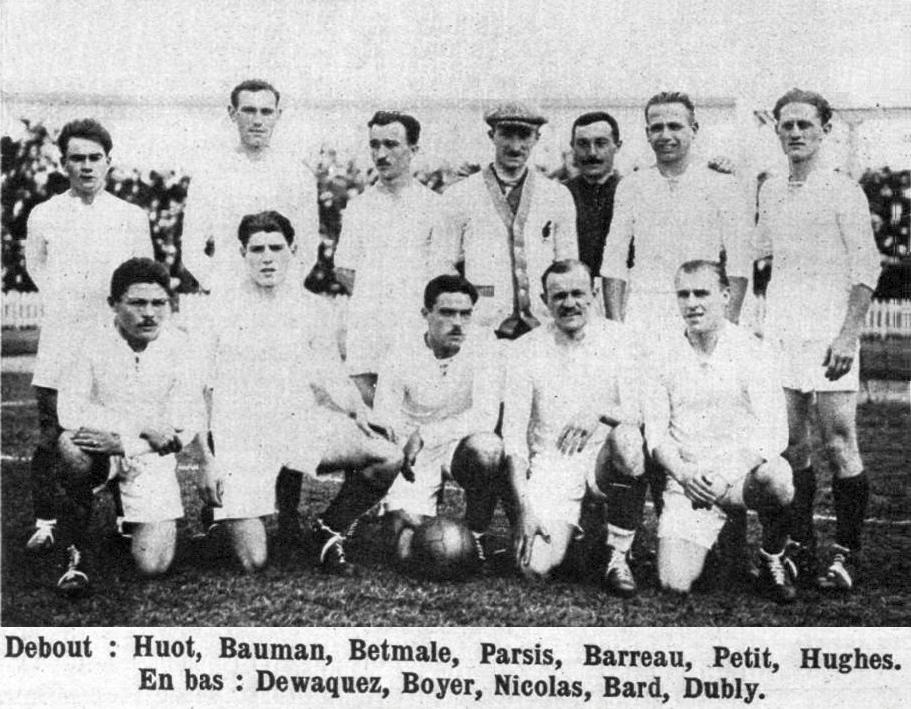
Франція на олімпійських іграх 1920. Девакез перший зліва у нижньому ряду

## Виступи за збірну
1920 року дебютував в офіційних матчах у складі національної збірної Франції.
У складі збірної був учасником футбольного турніру на Олімпійських іграх 1920 року в Антверпені, футбольного турніру на Олімпійських іграх 1924 року у Парижі, футбольного турніру на Олімпійських іграх 1928 року в Амстердамі.
Загалом протягом кар'єри в національній команді, яка тривала 10 років, провів у її формі 41 матч, забивши 12 голів.

## Кар'єра тренера
Розпочав тренерську кар'єру, ще продовжуючи грати на полі, 1933 року, очоливши тренерський штаб клубу «Безьє».
1936 року став головним тренером команди «Монпельє», тренував команду з Монпельє один рік.
Згодом протягом 1945—1946 років очолював тренерський штаб клубу «Гренобль».
Останнім місцем тренерської роботи був клуб «Марсель», головним тренером команди якого Жуль Девакез був з 1946 по 1947 рік.
Помер 11 червня 1971 року на 73-му році життя у місті Десін-Шарп'є.

## Титули і досягнення

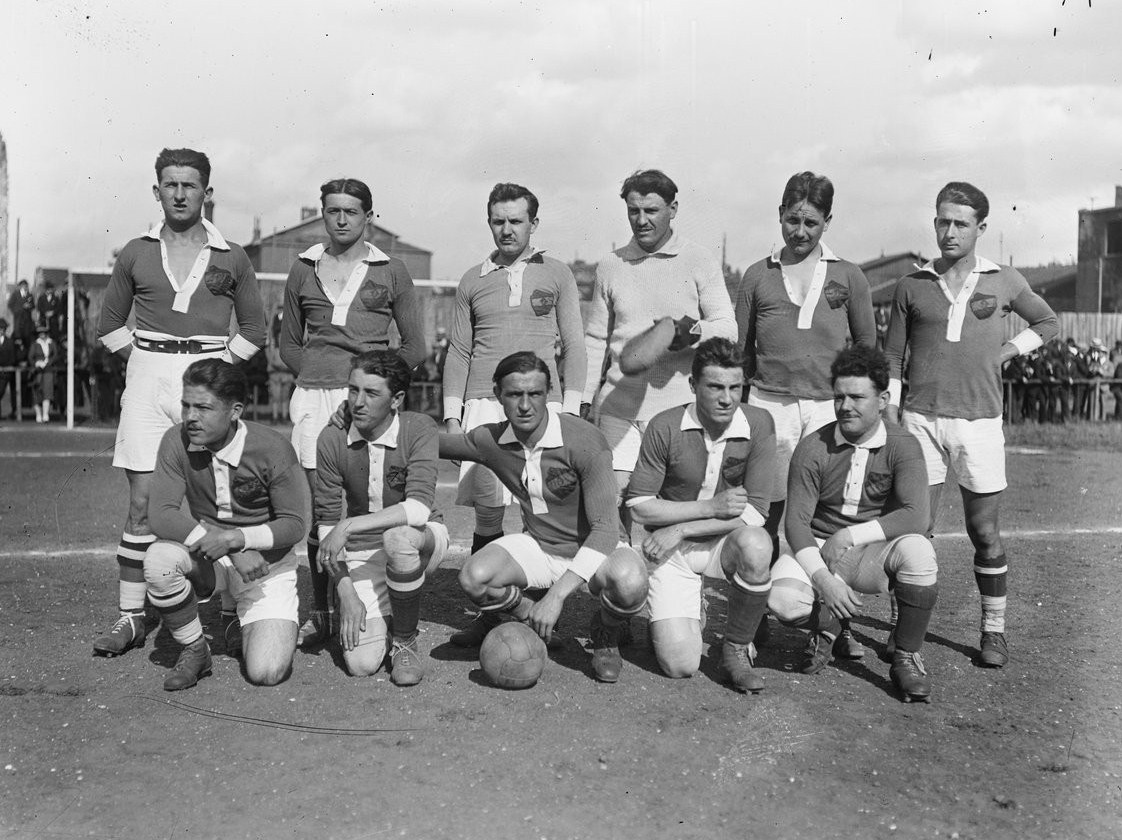
«Олімпік» (Париж) у 1920 році. Девакез перший зліва в нижньому ряду

- Володар Кубка Франції (3):

«Олімпік» (Париж): 1917–1918
«Олімпік» (Марсель): 1925–1926, 1926–1927
- Фіналіст Кубка Франції (2):

«Олімпік» (Париж): 1918–1919, 1920–1921
- Чемпіон Франції: (1):

«Олімпік» (Марсель): 1929
- Переможець Чемпіонату Парижу (3):

«Олімпік» (Париж): 1921, 1923, 1924
- Володар Кубка Парижу (1):

«Олімпік» (Париж): 1923
- Переможець чемпіонату Південний Схід (3):

«Олімпік» (Марсель): 1927, 1929, 1930
| Дата       | Місто         | Господарі  | Результат | Гості          | Турнір            | Голи | Примітки        |
| ---------- | ------------- | ---------- | --------- | -------------- | ----------------- | ---- | --------------- |
| 18/01/1920 | Мілан         | Італія     | 9 – 4     | Франція        | товариський матч  | -    |                 |
| 29/02/1920 | Женева        | Швейцарія  | 0 – 2     | Франція        | товариський матч  | 1    |                 |
| 28/03/1920 | Париж         | Франція    | 2 – 1     | Бельгія        | товариський матч  | -    |                 |
| 05/04/1920 | Руан          | Франція    | 0 – 5     | Англія         | товариський матч  | -    |                 |
| 29/08/1920 | Антверпен     | Франція    | 3 – 1     | Італія         | ОІ 1920 - 1/4     | -    |                 |
| 31/08/1920 | Антверпен     | Франція    | 1 – 4     | Чехословаччина | ОІ 1920 - 1/2     | -    |                 |
| 08/02/1921 | Париж         | Франція    | 1 – 2     | Ірландія       | товариський матч  | -    |                 |
| 20/02/1921 | Марсель       | Франція    | 1 – 2     | Італія         | товариський матч  | -    |                 |
| 06/03/1921 | Форе          | Бельгія    | 3 – 1     | Франція        | товариський матч  | 1    |                 |
| 05/05/1921 | Париж         | Франція    | 2 – 1     | Англія         | товариський матч  | 1    |                 |
| 13/11/1921 | Париж         | Франція    | 0 – 5     | Нідерланди     | товариський матч  | -    |                 |
| 15/01/1922 | Коломб        | Франція    | 2 – 1     | Бельгія        | товариський матч  | 1    |                 |
| 30/04/1922 | Бордо         | Франція    | 0 – 4     | Іспанія        | товариський матч  | -    |                 |
| 28/01/1923 | Сан-Себастьян | Іспанія    | 3 – 0     | Франція        | товариський матч  | -    |                 |
| 02/04/1923 | Амстердам     | Нідерланди | 8 – 1     | Франція        | товариський матч  | -    |                 |
| 22/04/1923 | Париж         | Франція    | 2 – 2     | Швейцарія      | товариський матч  | -    |                 |
| 10/05/1923 | Париж         | Франція    | 1 – 4     | Англія         | товариський матч  | 1    |                 |
| 28/10/1923 | Париж         | Франція    | 0 – 2     | Норвегія       | товариський матч  | -    |                 |
| 17/05/1924 | Париж         | Франція    | 1 – 3     | Англія         | товариський матч  | 1    |                 |
| 27/05/1924 | Париж         | Франція    | 7 – 0     | Латвія         | ОІ 1924 - 1/8     | -    |                 |
| 01/06/1924 | Коломб        | Франція    | 1 – 5     | Уругвай        | ОІ 1924 - 1/4     | -    |                 |
| 04/06/1924 | Коломб        | Франція    | 0 – 1     | Угорщина       | товариський матч  | -    |                 |
| 21/05/1925 | Париж         | Франція    | 2 – 3     | Англія         | товариський матч  | 1    |                 |
| 11/04/1926 | Париж         | Франція    | 4 – 3     | Бельгія        | товариський матч  | 1    |                 |
| 18/04/1926 | Коломб        | Франція    | 4 – 2     | Португалія     | товариський матч  | -    |                 |
| 25/04/1926 | Коломб        | Франція    | 1 – 0     | Швейцарія      | товариський матч  | -    |                 |
| 13/06/1926 | Коломб        | Франція    | 4 – 1     | Югославія      | товариський матч  | -    |                 |
| 20/06/1926 | Брюссель      | Бельгія    | 2 – 2     | Франція        | товариський матч  | 1    |                 |
| 24/04/1927 | Коломб        | Франція    | 3 – 3     | Італія         | товариський матч  | -    | Капітан команди |
| 22/05/1927 | Коломб        | Франція    | 1 – 4     | Іспанія        | товариський матч  | -    | Капітан команди |
| 12/06/1927 | Будапешт      | Угорщина   | 13 – 1    | Франція        | товариський матч  | 1    | Капітан команди |
| 11/03/1928 | Лозанна       | Швейцарія  | 4 – 3     | Франція        | товариський матч  | -    |                 |
| 15/04/1928 | Коломб        | Франція    | 2 – 3     | Бельгія        | товариський матч  | -    |                 |
| 29/04/1928 | Париж         | Франція    | 1 – 1     | Португалія     | товариський матч  | -    |                 |
| 13/05/1928 | Коломб        | Франція    | 0 – 2     | Чехословаччина | товариський матч  | -    |                 |
| 29/05/1928 | Амстердам     | Франція    | 3 – 4     | Італія         | ОІ 1928 - 1 раунд | -    |                 |
| 24/02/1929 | Коломб        | Франція    | 3 – 0     | Угорщина       | товариський матч  | -    |                 |
| 24/03/1929 | Париж         | Франція    | 2 – 0     | Португалія     | товариський матч  | -    |                 |
| 09/05/1929 | Коломб        | Франція    | 1 – 4     | Англія         | товариський матч  | 1    |                 |
| 19/05/1929 | Коломб        | Франція    | 1 – 3     | Югославія      | товариський матч  | -    |                 |
| 26/05/1929 | Рокур (Льєж)  | Бельгія    | 4 – 1     | Франція        | товариський матч  | 1    | Капітан команди |
| Усього     |               | Матчів     | 41        |                | Голів             | 12   |                 |